# أوليفيا باليرمو

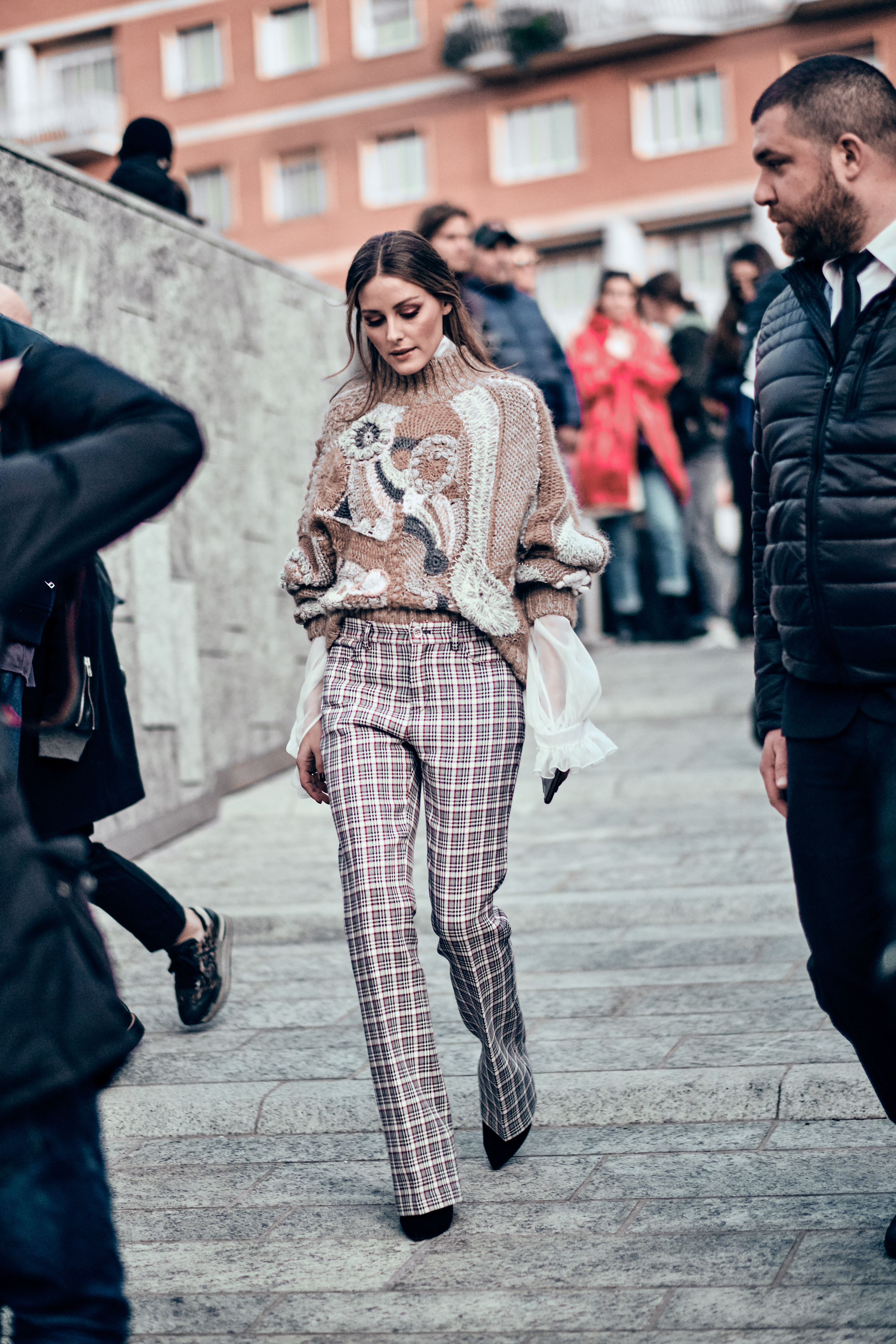
مؤثرة الموضة ورائدة الاعمال أوليفيا باليرمو في عام 2019 أسبوع ميلانو للموضة

أوليفيا باليرمو (بالإنجليزية: Olivia Palermo)‏ (ولدت في 28 فبراير 1986) ممثلة وعارضة أزياء وناشطة اجتماعية أمريكية، اشتهرت بعد أن يألقها في المسلسل التلفزيوني الواقع ذا سيتي، لتوثيق الحياة الشخصية والمهنية ل ويتني بورت وصديقاتها.

## روابط خارجية
- أوليفيا باليرمو على موقع IMDb (الإنجليزية)
- أوليفيا باليرمو على موقع قاعدة بيانات الفيلم (الإنجليزية)
- Official site
- Olivia Palermo Style Profile